# Barmská cesta

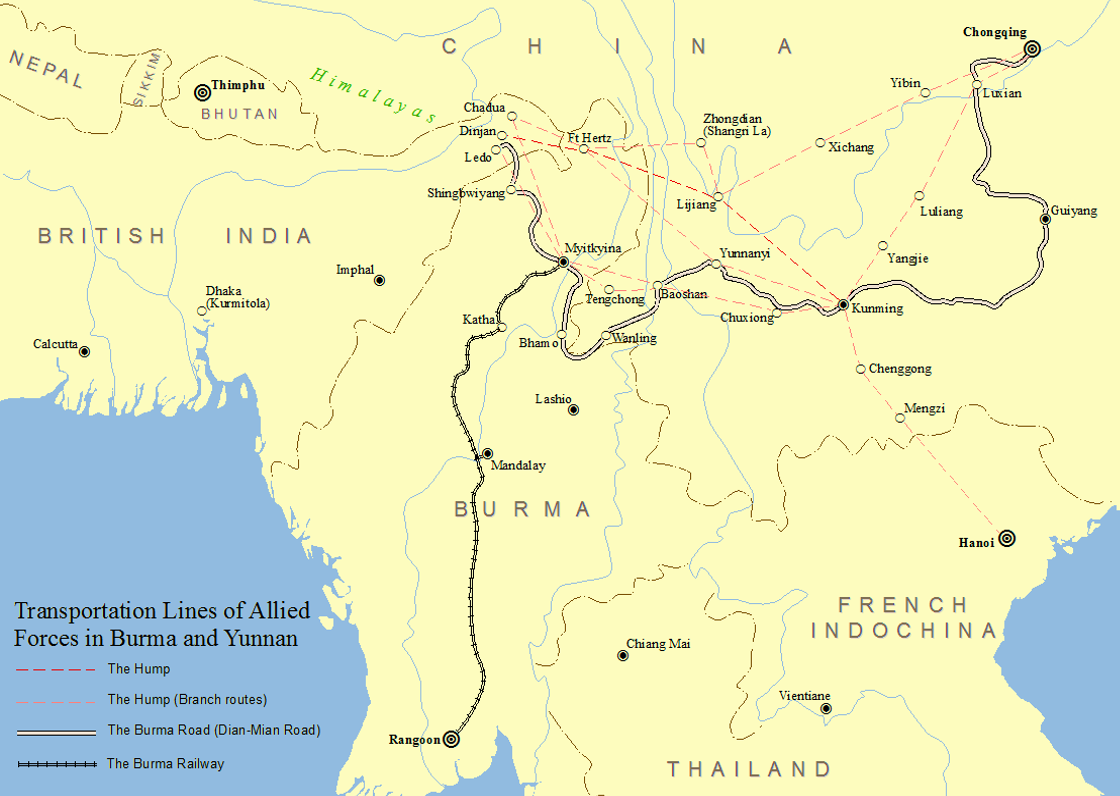

Barmská cesta byla strategická silnice, která spojovala Lashio ve východním Myanmaru (dříve Barma) a město Kchun-ming v čínské provincii Jün-nan. Silnice dlouhá 1154 km, vedoucí v obtížném horském terénu, vznikla v letech 1937–1939 na počátku čínsko-japonské války, když Japonci obsadili čínské pobřeží s přístavy a postupně chtěli obsadit celou Čínu. Stavbu spojenci s Číňany dokončili v roce 1939 a po tři roky sloužila zásobování čínské armády pod vedením generalissima Čankajška. Nicméně,v dubnu roku 1942 Japonci obsadili Barmu a s ní i výchozí bod Barmské cesty, Lashio. V reakci na obsazení Lashia začala vznikat Ledská cesta z indického Assamu až do Číny. Ambiciozní plán spojit Ledskou cestu s Barmskou cestou vedl americký generál Joseph Stilwell, přezdívaný Octový Joe. Začátkem roku 1945 se zásobovací cestu podařilo obnovit, avšak nikdy již neměla takovou důležitost, jako ve svých počátcích a dnes z ní zbývají jen stopy v krajině.

## Historie
Když roku 1937 Japonci obsadili většinu hlavních čínských přístavů, mezinárodní obchod a doprava byly zastaveny. Čína neměla jinou možnost, než využívat pozemní cesty. Jednou z hlavních takových spojnic byla Barmská cesta, dvouproudová silnice, stavěná mezi lety 1937–1938. Na její výstavbě se podílelo 200 tisíc čínských dělníků, kteří při výstavbě překonávali vysokohorská úbočí a řeky jako jsou Mekong a Salwin. S postupem japonských vojsk se Barmská cesta mohla pro Čankajška stát také cestou únikovou.
Roku 1941, kdy na západě byla většina Evropy obsazena Německem, Japonci obsadili dvakrát větší území než Němci v Evropě. Obsazením Indočíny (dnešní Vietnam), odřízli druhou nejdůležitější pozemní zásobovací tepnu Číny a poté, ve snaze Čínu zcela odříznout, začali vyjednávat s Brity, tehdejšími kolonizátory Barmy, o uzavření Barmské cesty.
Japonským útokem na Pearl Harbor vstoupily Spojené státy definitivně do druhé světové války. V únoru roku 1942 byl do Jihovýchodní Asie vyslán Joseph W. Stilwell s úkolem vybudovat Ledskou cestu. Rovněž se měl postarat o lepší kontrolu Čankajška a jeho jednotek. S postupujícími japonskými jednotkami Stilwell ustupoval na sever. S obsazením města Lašio 29. dubna 1942 vzrostla nutnost vybudovat Ledskou cestu z Indie přes sever Barmy a napojit se na Barmskou cestu. Koncem roku 1942 vznikla letecká cesta zvaná The Hump (Hrb) – riskantní přelety amerických pilotů přes Himálaj, dopravující zásoby do Kchun-mingu a Čchung-čchingu. The Hump objemem transportovaného zboží nahradil z 90 procent Barmskou cestu. Ledská cesta (též Stilwellova cesta) byla dokončena v lednu 1945 a i po jejím otevřením zůstal Hump do konce války hlavní zásobovací cestou.